# Formule de Mollweide

Notations usuelles pour un triangle.

En géométrie du triangle, les formules de Mollweide, portant le nom du mathématicien et astronome prussien Carl Brandan Mollweide (de) (1774-1825), sont les identités trigonométriques suivantes , :
{\displaystyle {\frac {a+b}{c}}={\frac {\cos \left({\frac {\alpha -\beta }{2}}\right)}{\sin \left({\frac {\gamma }{2}}\right)}}\quad {\rm {et}}\quad {\frac {a-b}{c}}={\frac {\sin \left({\frac {\alpha -\beta }{2}}\right)}{\cos \left({\frac {\gamma }{2}}\right)}},}
où (cf. figure ci-contre) a, b et c désignent les longueurs des côtés d'un triangle ABC et α, β et γ les mesures des angles opposés.
La loi des tangentes en est un corollaire immédiat, compte tenu du fait que γ/2 est complémentaire de α + β/2 (donc le cosinus de l'un est égal au sinus de l'autre).

## Démonstration
On utilise la loi des sinus, puis une formule de Simpson au numérateur et une formule de l'angle double au dénominateur :
{\displaystyle {\frac {a+b}{c}}={\frac {\sin \alpha +\sin \beta }{\sin \gamma }}={\frac {2\sin \left({\frac {\alpha +\beta }{2}}\right)\cos \left({\frac {\alpha -\beta }{2}}\right)}{2\cos \left({\frac {\gamma }{2}}\right)\sin \left({\frac {\gamma }{2}}\right)}},}
ce qui prouve la première formule. La seconde se démontre de même.